# 川之江港湾運送
川之江港湾運送株式会社（かわのえこうわんうんそう）は、愛媛県四国中央市川之江町に本社を置く海運業などを営む企業。
製紙業が盛んな四国中央市を拠点に、紙製品の原料である木材チップや石炭などを取り扱う港湾荷役業を中心に、倉庫業や陸運業などを行っている。

## 事業所
- 本社 - 愛媛県四国中央市川之江町1495番地1
- 阪神事業所 - 兵庫県神戸市中央区海岸通4番　新明海ビル803
- 神戸物流センター - 兵庫県神戸市須磨区弥栄台1丁目10-1
- 東京営業所 - 東京都中央区日本橋茅場町2丁目1-11 ビルックス茅場町3階

## 沿革
- 1887年6月 - 三宅文一が川之江港において沿岸荷役業開始。
- 1949年12月 - 「川之江港湾運送株式会社」を設立。一般区域貨物自動車運送事業免許取得し、自動車運送業を開始。
- 1959年11月 - 一般区域貨物自動車運送事業の事業区域拡張が認可され、本格的な陸上輸送を開始。四国圏また関西圏でも事業免許を取得し、大型トラックによる中長距離輸送開始。
- 1962年8月 - 固定クレーンの増改設、ショベルローダー、フォークリフト等の荷役機器を導入。
- 1963年3月 - 臨海倉庫建設に着手。内航運送取扱業の免許取得し、海上輸送に進出。
- 1964年4月 - 大阪に営業所を開設。
- 1965年3月 - 倉庫業免許取得し、倉庫業の営業開始。
- 1966年9月 - 大型トラックによる中・長距離陸送開始。
- 1967年3月 - 通関業の免許取得。船舶代理店業務開始、輸入チップ専用船に対応。船内荷役業務を開始。
- 1968年9月 - 第3号臨海倉庫完成。
- 1970年11月 - ユンボを改良したポクレン（自動木材掴み機）を沿岸荷役に導入。
- 1973年12月 - 海上コンテナ輸送取扱業務部門を設置。川之江～神戸を結ぶ四国中央フェリーボートを利用しながら、国内に先駆けてコンテナヘッドを切り離す無人輸送を実施。
- 1984年4月 - 499型内航貨物船3隻を買収。
- 1986年9月 - 物流倉庫完成。
- 1987年2月 - 499型貨物船「文祥丸」を建造。
- 1989年2月 - 499型貨物船「星祥丸」を建造。
- 1995年10月 - 第1本社物流倉庫完成。
- 1998年5月 - 神戸営業所、配送センター開設。ジャンボフェリーと協力し、高松～神戸間のフェリー輸送を開始する。
- 2005年
  - 5月 - 第2本社物流倉庫完成。
  - 7月 - 阪神営業所、国際部開設。東京連絡事務所開設。
- 2008年1月 - 東京営業所開設。
- 2014年6月 - 配車センターと阪神営業所を合併し、名称を「阪神事業所」と変更。
- 2015年1月 - 阪神事業所にて、通関業の免許を新設取得。
- 2015年10月 - 貨物船「雄正丸」を建造。
- 2018年10月 - コンテナ販売事業開始。展示場開設。
- 2019年2月 - 神戸市須磨区に神戸物流センター開所。
- 2020年11月 - AEO通関業者認定[1]。
- 2024年
  - 6月 - 本社を愛媛県四国中央市川之江町1495番地1に移転。
  - 11月 - 通関業の新和企業株式会社を買収[2]。

## 関連会社
- 新和企業株式会社（中古建設機械の輸出通関業）
- KGS (KAWANOE GLOBAL SOLUTIONS) TRANSPORT & TRADING CO.,LTD

## 取り組み
- 書道パフォーマンス甲子園の第15回大会（2023年）より毎年、優勝校の写真をデザインしたラッピングトラックを運行している[3]。コンテナの背面の観音扉に優勝校の写真がラッピングされ、優勝校の副賞として贈られている[3]。